# نفل واطي
النفل الواطي (باللاتينية: Trifolium plebeium) نوع نباتي من جنس النفل من الفصيلة البقولية.

## الموئل والانتشار
موطنه الأصلي بلاد الشام وتركيا.